# Асакура (город)
Асакура (яп. 朝倉市 Асакура-си) — город в Японии, находящийся в префектуре Фукуока. Площадь города составляет 246,73 км², население — 54 227 человек (1 августа 2014), плотность населения — 219,78 чел./км².

## Географическое положение
Город расположен на острове Кюсю в префектуре Фукуока региона Кюсю. С ним граничат города Куруме, Укиха, Кама, Хита, посёлки Тикудзен, Татиараи и село Тохо.

## Фестиваль белил
2 декабря в Асакура проходит «Фестиваль белил» (おしろい祭り). Белила осинои (白粉) делают из риса нового урожая, который растирают в пудру и разводят водой в большой миске. Ритуал проводят в честь ками местного синтоистского святилища Оямадзуми-дзиндзя (大山祇神社), который почитается как бог гор (山の神, яманоками), а ранее как богиня (女の神様), в благодарность за новый урожай и с мольбой о богатом урожае в следующем году. Сначала белила намазывают на лицо настоятеля, а потом уже и всех остальных участников. По рисунку белил на лице гадают на урожай следующего года. Считается, что белила нельзя смывать до возвращения домой. Ещё говорят, полезно добавлять осинои в еду и корм коров, лошадей и другого рабочего скота.

## Население
Население города составляет 54 227 человек (1 августа 2014), а плотность — 219,78 чел./км². Изменение численности населения с 1980 по 2005 годы:
| 1980 | 64 623 чел. |  |
| 1985 | 65 128 чел. |  |
| 1990 | 63 724 чел. |  |
| 1995 | 62 593 чел. |  |
| 2000 | 61 707 чел. |  |
| 2005 | 59 385 чел. |  |